# Sven Erik Skawonius
Sven Erik Skawonius, född 31 augusti 1908 i Oscars församling i Stockholm, död 15 mars 1981 i Johannes församling, var en svensk formgivare, scenograf, konsthantverkare och bokillustratör.

## Biografi
Sven Erik Skawonius var son till fabrikören Per Skawonius och Bengta Svensson samt från 1941 gift med journalisten Gunilla Wettergren (1909–1992), som var dotter till Erik Wettergren; han var vidare far till kulturjournalisten Betty Skawonius och Charlotte Skawonius.
Skawonius studerade vid Tekniska skolan i Stockholm 1924–1927, Konsthögskolan 1927–1930 och under studieresor i Europa och USA. Han var verksam som scenograf vid Dramaten 1931–1936 och han var chef för Dramatens kostym- och dekorationsateljéer 1937–1945. Han var verksam som konstnärlig medarbetare vid Kosta glasbruk 1933–1935 och 1944–1950.
Tillsammans med Anna-Lisa Thomson arbetade han vid Upsala Ekeby porslinsfabrik 1950–1952 och utförde från 1951 uppdrag för Karlskrona Porslinsfabrik. Han var 1953–1957 konstnärlig ledare för samtliga företag i Upsala-Ekebyföretagen. Skawonius var verkställande direktör för Svenska slöjdföreningen 1946–1949 och 1958–1960. Han tilldelades ett av Stockholms stads konstnärsstipendium 1963. Han hörde tillsammans med Arthur Hald till det främsta ledet av 1930-talets pionjärer inom det nya svenska konsthantverket och var en av initiativtagarna till begreppet Vackrare vardagsvara.
Som scenograf utförde han ett 100-tal dekorationer till pjäser, operor och baletter på Dramatiska teatern, Kungliga operan, Konserthuset i Stockholm, Göteborgs stadsteater och Svenska Teatern i Helsingfors som under 1930- och 1940-talen hörde till de mest uppmärksammade.
Som formgivare arbetade han med glas, porslin, textiler, tapeter, silver, bokband och boktryck där hans linjer och form har enkel renhet och väl avvägd balans. Någon enstaka gång har han tillåtit sig att sväva ut med en vegetativ ornamentik på glas eller fajans men helhetsintrycket visar fortfarande på den enkla renheten. Hans vardagsporslin var bland de första som tillverkades i Sverige som var enkelt, dekorlöst, funktionellt och tidlöst, kombinerbart och stapelbart. Hans mest kända serie med vardagsporslin är serien Dukat och servisen 55.
Som bokbandskonstnär arbetade han med förenklade slagkraftiga former, delvis under påverkan av det samtida puristiska måleriet som exempelvis Johannes Edfelts I denna natt som han försåg med ett band som var svart, violett och med röd oasis. Han har även gjort inredningsarbeten och affischer samt som stafflikonstnär utförde han i mindre omfattning några verk i olja.
Som direktör för Svenska slöjdföreningen agerade han även utställningskommissarie för ett flertal konsthantverksutställningar i bland annat Stockholm, Århus, Helsingfors, Rotterdam, Paris och Haag. Vid sidan av sina uppdrag var han lärare i glasarbete vid Konstfackskolan från 1946 och han författade även ett par korrespondenskurser i glas- och keramikkonst.
Tillsammans med Arthur Hald utgav han 1951 boken Nyttokonst som även trycktes i en engelsk upplaga samt böcker om konsthantverk.. Han medverkade i samlingsutställningar med Sveriges allmänna konstförening i Stockholm och han var representerad med teaterdekorationer på utställningarna Svensk scendekorativ konst 1916–1936 som visades på Drottningholms teatermuseum och Svensk teaterkonst som visades på Skånska konstmuseum i Lund, Charlottenborg och på Museum of Modern Art 1934 och 1947 i New York.
Skawonius är representerad vid Nationalmuseum, Örebro läns museum, Röhsska konstslöjdmuseet, Birgit Nilsson Museum, Kunstindustrimuseet i Oslo, Kunstgewerbemuseum i Zürich, Victoria & Albert Museum i London, Scenkonstmuseet och Kungliga teaterns samlingar. 
1978 tilldelades han Teaterförbundets guldmedalj för "utomordentlig konstnärlig gärning".
Skawonius är begravd på Skogskyrkogården i Stockholm.

## Teater

### Scenografi och kostym
| År   | Produktion                                                         | Upphovsmän                                                    | Regi              | Teater              | Noter                        |
| ---- | ------------------------------------------------------------------ | ------------------------------------------------------------- | ----------------- | ------------------- | ---------------------------- |
| 1930 | Pelarhelgonet St Simeon Stylites                                   | Francis Sladen-Smith                                          | Arne Lydén        | Lilla Folkteatern   | Scenografi                   |
| 1931 | Pickwickklubben The Pickwick Papers                                | František Langer efter Charles Dickens                        | Olof Molander     | Dramaten            | Scenografi                   |
| 1932 | Revisorn Ревизор, Revizor                                          | Nikolaj Gogol                                                 | Alf Sjöberg       | Dramaten            | Scenografi med Alf Sjöberg   |
| 1932 | Guds gröna ängar                                                   | Marc Connelly                                                 | Olof Molander     | Dramaten            | Scenografi med Olof Molander |
| 1934 | De hundra dagarna                                                  | Benito Mussolini och Giovacchino Forzano                      | Rune Carlsten     | Dramaten            | Scenografi                   |
| 1934 | För sant att vara bra                                              | George Bernard Shaw                                           | Rune Carlsten     | Dramaten            | Scenografi                   |
| 1934 | Rivalerna                                                          | Richard Brinsley Sheridan                                     | Alf Sjöberg       | Dramaten            | Scenografi                   |
| 1934 | Den italienska halmhatten                                          | Eugene Labiche                                                | Olof Molander     | Dramaten            | Scenografi                   |
| 1935 | Den gröna fracken                                                  | Gaston Arman de Caillavet                                     | Rune Carlsten     | Dramaten            | Scenografi med John Ericsson |
| 1936 | Huset vid landsvägen                                               | Jean Jacques Bernard                                          | Alf Sjöberg       | Dramaten            | Scenografi                   |
| 1936 | Spökdamen                                                          | Calderon de la Barca                                          | Olof Molander     | Dramaten            | Kostym                       |
| 1936 | Fridas visor                                                       | Birger Sjöberg                                                | Rune Carlsten     | Dramaten            | Scenografi                   |
| 1937 | Skönhet                                                            | Sigfrid Siwertz                                               | Alf Sjöberg       | Dramaten            | Scenografi med Alf Sjöberg   |
| 1937 | Eva gör sin barnplikt                                              | Kjeld Abell                                                   | Rune Carlsten     | Dramaten            | Scenografi och kostym        |
| 1937 | Höfeber                                                            | Noël Coward                                                   | Alf Sjöberg       | Dramaten            | Scenografi med Alf Sjöberg   |
| 1937 | En sån dag!                                                        | Dodie Smith                                                   | Rune Carlsten     | Dramaten            | Scenografi                   |
| 1937 | Khaki                                                              | Paul Raynal                                                   | Alf Sjöberg       | Dramaten            | Scenografi och kostym        |
| 1938 | Spel på havet                                                      | Sigfrid Siwertz                                               | Alf Sjöberg       | Dramaten            | Scenografi                   |
| 1938 | Älskling, jag ger mig…                                             | Mark Reed                                                     | Olof Molander     | Dramaten            | Scenografi                   |
| 1938 | Sex trappor upp                                                    | Alfred Gehri                                                  | Pauline Brunius   | Dramaten            | Scenografi                   |
| 1939 | Mitt i Europa                                                      | Robert E. Sherwood                                            | Rune Carlsten     | Dramaten            | Scenografi                   |
| 1939 | Paul Lange och Tora Parsberg                                       | Björnstjerne Björnson                                         | Rune Carlsten     | Dramaten            | Scenografi                   |
| 1939 | Bridgekungen                                                       | Paul Armont och Léopold Marchand                              | Rune Carlsten     | Dramaten            | Scenografi                   |
| 1939 | Guldbröllop                                                        | Dodie Smith                                                   | Carlo Keil-Möller | Dramaten            | Scenografi                   |
| 1939 | Anna Sophie Hedvig                                                 | Kjeld Abell                                                   | Alf Sjöberg       | Dramaten            | Scenografi                   |
| 1940 | Möss och människor                                                 | John Steinbeck                                                | Alf Sjöberg       | Dramaten            | Scenografi                   |
| 1940 | Morgondagens män Key Largo                                         | Maxwell Anderson Översättning Artur Lundkvist                 | Alf Sjöberg       | Dramaten            | Scenografi                   |
| 1940 | Den lilla hovkonserten                                             | Toni Impekoven och Paul Verhoeven                             | Rune Carlsten     | Dramaten            | Scenografi och kostym        |
| 1941 | Vi skiljas Divorçons                                               | Victorien Sardou och Émile de Najac                           | Alf Sjöberg       | Dramaten            | Scenografi                   |
| 1941 | Gudarna le                                                         | A.J. Cronin                                                   | Carlo Keil-Möller | Dramaten            | Scenografi                   |
| 1942 | Beredskap                                                          | Gunnar Ahlström                                               | Alf Sjöberg       | Dramaten            | Scenografi med Härje Ekman   |
| 1942 | Ut till fåglarna                                                   | George S. Kaufman och Moss Hart                               | Alf Sjöberg       | Dramaten            | Scenografi                   |
| 1943 | Vår hemliga dröm                                                   | Robert Boissy                                                 | Carlo Keil-Möller | Dramaten            | Scenografi                   |
| 1943 | Den stora skuggan                                                  | Carlo Keil-Möller                                             | Carlo Keil-Möller | Dramaten            | Scenografi                   |
| 1943 | Kungen                                                             | Robert de Flers, Emmanuel Arène och Gaston Arman de Caillavet | Rune Carlsten     | Dramaten            | Scenografi                   |
| 1945 | Av hjärtans lust                                                   | Karl Ragnar Gierow                                            | Rune Carlsten     | Dramaten            | Scenografi                   |
| 1954 | The och sympati Tea and Sympathy                                   | Robert Anderson                                               | Frank Sundström   | Nya Teatern         | Scenografi                   |
| 1958 | Maskeradbalen                                                      | Giuseppe Verdi                                                | Göran Gentele     | Kungliga Operan     | Scenografi och kostym        |
| 1963 | Som ni behagar As You Like It                                      | William Shakespeare                                           | Frank Sundström   | Uppsala stadsteater | Kostym                       |
| 1963 | Ställföreträdaren Der Stellvertreter. Ein christliches Trauerspiel | Rolf Hochhuth Översättning Britt G. Hallqvist                 | Stig Torsslow     | Dramaten            | Scenografi                   |
| 1963 | Sagan                                                              | Hjalmar Bergman                                               | Ingmar Bergman    | Dramaten            | Scenografi                   |
| 1965 | Don Juan                                                           | Molière                                                       | Ingmar Bergman    | Dramaten            | Scenografi                   |
| 1965 | Yvonne, prinsessa av Bourgogne                                     | Witold Gombrowicz                                             | Alf Sjöberg       | Dramaten            | Scenografi och kostym        |
| 1966 | I afton improviserar vi                                            | Luigi Pirandello                                              | Mimi Pollak       | Dramaten            | Scenografi och kostym        |
| 1967 | Balansgång                                                         | Edward Albee                                                  | Bo Widerberg      | Dramaten            | Scenografi och kostym        |
| 1969 | Bröllopsfesten Hochzeit                                            | Elias Canetti                                                 | Donya Feuer       | Dramaten            |                              |
| 1970 | Brända tomten                                                      | August Strindberg                                             | Alf Sjöberg       | Dramaten            | Scenografi                   |